# Macrobunus chilensis
Macrobunus chilensis är en spindelart som först beskrevs av Simon 1889.  Macrobunus chilensis ingår i släktet Macrobunus och familjen mörkerspindlar. Inga underarter finns listade i Catalogue of Life.